# Groupement villageois
Un groupement villageois est, en Afrique, une organisation volontaire de producteurs ruraux, à caractère économique et social, gérée démocratiquement par ses membres et visant le bien-être de ses membres et de la communauté villageoise.

## Historique
En décembre 1969, une Conférence des pays membres de l'Organisation commune africaine et malgache (OCAM), à Niamey, recommande de prendre les villages comme unité de base pour le développement communautaire. À partir de 1970, une expérience de Groupements Villageois à caractère Coopératif (GVC) est tentée dans les pays membres de cette organisation : Cameroun, Haute-Volta (devenue ultérieurement le Burkina Faso), Côte d'Ivoire,  Gabon, Dahomey (devenue le Bénin), etc.  Des expériences avaient déjà été tentées dans le Zou, le Mono, l'Atacora. Des groupements coopératifs et communautaires de paysans émergent au sein d'associations villageoises, dont l'action porte notamment sur l'apprentissage des principes de gestion, la participation à la diffusion des techniques agricoles, et la réalisation de projets économiques, ou d'infrastrustures (telles qu'un réseau d'irrigation),. Ces associations peuvent aussi faciliter l'accès à des microcrédits collectifs, même si des tensions se créent autant des cautions solidaires associées à ces prêts.
Ces groupements villageois sont quelquefois une étape dans la constitution d'organisations professionnelles. Ainsi en est-il, par exemple, dans la filière coton au Burkina Faso. Les groupements villageois  ont participé à la promotion de la culture du coton, mais sont restés multi-filières. À la suite de la crise des années 1990 sur le marché du coton, des Groupements de Producteurs de Coton (GPC) se structurent, focalisés autour de la filière coton. Chaque GPC regroupe un nombre réduit de producteurs qui se connaissent et se choisissent, permettant une meilleure gestion des cautions solidaires. Plusieurs GPC se créent au sein de chaque village, même si les groupements villageois subsistent. Des Unions départementales et régionales de producteurs de coton sont ensuite constituées, en pyramide, à partir des GPC. Des conseillers en gestion sont recrutés par les Unions départementales de GPC. Finalement, une Union Nationale des Producteurs de Coton du Burkina (UNPCB) est formée, qui peut peser de façon significaticve dans les négociations avec les industriels, qui parvient à matérialiser un accord interprofessionnel de consolidation de la filière coton fin 1998, et qui améliore progressivement la situation financière et les conditions commerciales proposées aux producteurs adhérant à ces coopératives. En 2016, l'UNPCB est une organisation dont le budget annuel dépasse 3 milliards de Francs CFA (soit près de 20 millions d’euros). Elle réunit 9 217 groupements de producteurs de coton et 177 unions départementales de producteurs de coton,.

## Autres sources
- Nebie Ousmane, Organisation du monde rural au Burkina-Faso : l'exemple du Sahel, In: Cahiers d'outre-mer. N° 161 - 41e année, Janvier-mars 1988. pp. 27-40.
- Mignan Traore Moïse, Zomgo Augustin Groupements villageois et consommation foncière en Haute Volta, Paris : Karthala, 1986, p. 253-264